# Liste der denkmalgeschützten Objekte in Bad Vigaun
Die Liste der denkmalgeschützten Objekte in Bad Vigaun enthält die denkmalgeschützten, unbeweglichen Objekte der Gemeinde Bad Vigaun.

## Denkmäler
| Foto |                 | Denkmal                                                          | Standort                                              | Beschreibung | Metadaten |
| ---- | --------------- | ---------------------------------------------------------------- | ----------------------------------------------------- | --- | --- |
| ja   | Datei hochladen | Kath. Pfarrkirche hl. Dionysius HERIS-ID: 9055 Objekt-ID: 5021   | Am Dorfplatz 13 Standort KG: Vigaun                   | Der Ort wurde erstmals 748 urkundlich genannt. Die Kirche urkundlich 790. Die von 1488 bis 1516 neu erbaute spätgotische dreischiffige geostete Hallenkirche unter einem Satteldach mit einem Westturm ist von einem Friedhof mit einer hohen Friedhofsmauer umgeben. | BDA-Hist.: Q15806041 Status: § 2a Stand der BDA-Liste: 2025-06-30 Name: Kath. Pfarrkirche hl. Dionysius GstNr.: 553 Pfarrkirche hl. Dionysius, Bad Vigaun        |
| ja   | Datei hochladen | Heimatmuseum HERIS-ID: 9060 Objekt-ID: 5026                      | Schulweg 31 Standort KG: Vigaun                       | Das ehemalige Mesnerhäusl und spätere Armenhaus wurde mit dem Volksschuldirektor Josef Neureiter vor dem Verfall gerettet und 1966 ein Heimatmuseum eingerichtet. | BDA-Hist.: Q38026414 Status: § 2a Stand der BDA-Liste: 2025-06-30 Name: Heimatmuseum GstNr.: 550/3                                                               |
| ja   | Datei hochladen | Kath. Filialkirche hl. Margaretha HERIS-ID: 9056 Objekt-ID: 5022 | Sankt Margarethenstraße 47, neben Standort KG: Vigaun | Die Filialkirche hl. Margaretha im Kirchweiler St. Margarethen ist eine spätgotische einschiffige Kirche mit einem Netzrippengewölbe und einer bemerkenswerten barocken Außenkanzel mit einem breiten barocken Vordach an der Giebelfassade.                          | BDA-Hist.: Q15809649 Status: § 2a Stand der BDA-Liste: 2025-06-30 Name: Kath. Filialkirche hl. Margaretha GstNr.: 50/3 Filialkirche St. Margarethen (Bad Vigaun) |